# Chanute, Kansas
Chanute är en stad (city) i Neosho County, i delstaten Kansas, USA. Enligt United States Census Bureau har staden en folkmängd på 9 085 invånare (2011) och en landarea på 18,2 km².